# شاکر غزال
شاکر غزال (انگلیسی: Chaker Ghezal؛ زادهٔ ۱۴ ژانویهٔ ۱۹۷۷) بازیکن والیبال اهل تونس بود.